# Белгија на Европском првенству у атлетици у дворани 1970.
Белгија је учествовала на 1. Европском првенству у атлетици у дворани 1970. одржаном у Бечу, Аустрија, 14. и 15. марта. У првом учешћу на европским првенствима у дворани репрезентацију Белгије представљало је 6 атлетичара (6 м и 0 ж) који су се такмичили у 7 мушких дисцишплина.
На овом првенству Белгија није освојила ниједну медаљу.
У табели успешности (према броју и пласману такмичара који су учествовали у финалним такмичењима (првих 8 такмичара)) Белгија је са два учесника у финалу делила са Грчком 14. место са 5 бодова, од 23 земље које су имале представнике у финалу. На првенству су учествовале 24 земаље чланица ЕАА. Једино Турска није имала представника у финалу.
| Плас. | Земља   | 1. место | 2. место | 3. место | 4. место | 5. место | 6. место | 7. место | 8. место | Бр. финал. - Бод. |
| ----- | ------- | -------- | -------- | -------- | -------- | -------- | -------- | -------- | -------- | ----------------- |
| =17.  | Белгија | 0        | 0        | 0        | 0        | 0        | 1—3      | 1—2      | 0        | 2—5               |

## Учесници
| Бр. | Дисциплина  | Мушкарци              | Жене | Укупно |
| --- | ----------- | --------------------- | ---- | ------ |
| 1.  | 60 м        | Ромен Рулс            |      | 1      |
| 2.  | 800 м       | Гилберт ван Мансховен |      | 1      |
| 3.  | 1.500 м     | Едгар Салве           |      | 1      |
| 4.  | 3.000 м     | Емил Путеманс         |      | 1      |
| 5.  | Скок увис   | Фреди Хебранд         |      | 1      |
| 6.  | Скок мотком | Фреди Хебранд*        |      | 1      |
| 6.  | Скок удаљ   | Филип Housiaux        |      | 1      |
|     | Укупно (6)  | 6                     | 0    | 6      |

- Број уз име такмичара означава у колико је дисциплина учествовао/ла.

## Резултати

### Мушкарци
| Атлетичар             | Дисциплина  | Лични рекорд | Квалификације | Квалификације  | Полуфинале           | Полуфинале           | Финале               | Финале       | Детаљи |
| Атлетичар             | Дисциплина  | Лични рекорд | Резултат      | Место          | Резултат             | Место                | Резултат             | Место        | Детаљи |
| --------------------- | ----------- | ------------ | ------------- | -------------- | -------------------- | -------------------- | -------------------- | ------------ | ------ |
| Ромен Рулс            | 60 м        |              | 6,9           | 5. у гр. 2     | Није се квалификовао | Није се квалификовао | Није се квалификовао | 14./ 16 (17) |        |
| Гилберт ван Мансховен | 800 м       |              | 1:53,1        | 6. у гр. 2     |                      |                      | Није се квалификовао | 12. /12      |        |
| Едгар Салве           | 1.500 м     |              | 3:48,2        | 2 у гр. 1 (КВ) |                      |                      | 3:54,5               | 7/14.        |        |
| Емил Путеманс         | 3.000 м     |              | 8:02,3        | 3 у гр. 1 (КВ) |                      |                      | 7:57,0               | 6/13.        |        |
| Фреди Хебранд         | скок увис   |              |               |                |                      |                      | 2,00                 | 14/18.       |        |
| Фреди Хебранд         | скок мотком |              |               |                |                      |                      | 4,40                 | 11/12.       |        |
| Филип Housiaux        | скок удаљ   |              |               |                |                      |                      | 7,33                 | 16/19.       |        |